# Vittorio Francesco Viola
Vittorio Francesco Viola (Biella, 4 ottobre 1965) è un arcivescovo cattolico italiano, dal 5 giugno 2022 segretario del Dicastero per il culto divino e la disciplina dei sacramenti.

## Biografia
È nato a Biella, città capoluogo di provincia e sede vescovile, il 4 ottobre 1965.

### Formazione e ministero sacerdotale
Dopo la maturità scientifica, è entrato nell'Ordine dei frati minori; ha compiuto gli studi presso l'Istituto Teologico di Assisi e in seguito presso il Pontificio istituto liturgico Sant'Anselmo a Roma, dove ha ottenuto la licenza in liturgia; presso lo stesso ateneo nel 2000 ha conseguito il dottorato in sacra liturgia.
Il 14 settembre 1991 ha emesso i voti solenni nell'Ordine dei frati minori a Santa Maria degli Angeli; è stato ordinato diacono il 4 luglio 1992 e presbitero il 3 luglio 1993 dal vescovo Luca Brandolini, ausiliare di Roma.
Dopo l'ordinazione, nell'Ordine dei frati minori è stato definitore della provincia serafica umbra dal 1999 al 2002, dal 2003 al 2005 e infine dal 2011 al 2014. A livello diocesano è stato responsabile dell'ufficio liturgico della Regione ecclesiastica Umbria dal 1997 al 2014, dell'ufficio diocesano di Assisi per l'educazione, la scuola e l'università dal 2006 al 2008 e poi della Caritas diocesana di Assisi-Nocera Umbra-Gualdo Tadino dal 2008 al 2014.
Oltre ad essere stato docente di liturgia presso il Pontificio istituto liturgico Sant'Anselmo a Roma, l'Istituto Teologico di Assisi e l'Istituto di scienze religiose sempre di Assisi, è stato membro consultore dell'Ufficio liturgico nazionale.

### Ministero episcopale
Il 15 ottobre 2014 papa Francesco lo ha nominato vescovo di Tortona; è succeduto a Martino Canessa, dimessosi per raggiunti limiti di età. Il 7 dicembre successivo ha ricevuto l'ordinazione episcopale, nella basilica di Santa Maria degli Angeli ad Assisi, dall'arcivescovo Domenico Sorrentino, vescovo di Assisi-Nocera Umbra-Gualdo Tadino, co-consacranti il cardinale Gualtiero Bassetti, arcivescovo metropolita di Perugia-Città della Pieve, e il suo predecessore Martino Canessa. Il 14 dicembre ha preso possesso della diocesi, nella cattedrale di Tortona.
Dal momento della sua nomina episcopale al 1º ottobre 2015, giorno della nomina di Luigi Renna a vescovo di Cerignola-Ascoli Satriano, è stato l'ordinario diocesano italiano più giovane.
In seno alla Conferenza Episcopale Italiana è stato membro della commissione episcopale per la liturgia.
Il 27 maggio 2021 papa Francesco lo ha nominato segretario della Congregazione per il culto divino e la disciplina dei sacramenti, elevandolo alla dignità di arcivescovo; è succeduto ad Arthur Roche, nominato prefetto del medesimo dicastero. È rimasto amministratore apostolico di Tortona fino all'ingresso del suo successore Guido Marini, avvenuto il 7 novembre seguente.

## Genealogia episcopale
La genealogia episcopale è:
- Cardinale Scipione Rebiba
- Cardinale Giulio Antonio Santori
- Cardinale Girolamo Bernerio, O.P.
- Arcivescovo Galeazzo Sanvitale
- Cardinale Ludovico Ludovisi
- Cardinale Luigi Caetani
- Cardinale Ulderico Carpegna
- Cardinale Paluzzo Paluzzi Altieri degli Albertoni
- Papa Benedetto XIII
- Papa Benedetto XIV
- Papa Clemente XIII
- Cardinale Enrico Benedetto Stuart
- Papa Leone XII
- Cardinale Chiarissimo Falconieri Mellini
- Cardinale Camillo Di Pietro
- Cardinale Mieczysław Halka Ledóchowski
- Cardinale Jan Maurycy Paweł Puzyna de Kosielsko
- Arcivescovo Józef Bilczewski
- Arcivescovo Bolesław Twardowski
- Arcivescovo Eugeniusz Baziak
- Papa Giovanni Paolo II
- Arcivescovo Domenico Sorrentino
- Arcivescovo Vittorio Francesco Viola, O.F.M.

## Onorificenze
- "Grosso d'oro" della città di Tortona, 1º ottobre 2021.[7]

## Araldica
| Stemma | Descrizione |
| ------ | --- |
|        | Vittorio Francesco Viola Vescovo di Tortona Al capo lo stemma francescano; d'azzurro alla chiesa d'oro accompagnata nel cantone destro del capo da una stella di otto raggi. Lo scudo, accollato a una croce astile d'oro, posta in palo, è timbrato dal galero verde. Le nappe, in numero di dodici, sono disposte sei per parte, in tre ordini di 1, 2, 3. Sotto lo scudo, nella lista svolazzante d'oro, il motto in lettere maiuscole di nero: IN TUIS TE INVENIO SACRAMENTIS ("io ti trovo nei tuoi Sacramenti") tratto dall'Apologia del profeta Davide di Sant'Ambrogio (12,58).                                        |
|        | Vittorio Francesco Viola Arcivescovo Al capo lo stemma francescano; d'azzurro alla chiesa d'oro accompagnata nel cantone destro del capo da una stella di otto raggi. Lo scudo, accollato a una croce astile patriarcale d'oro, posta in palo, è timbrato da un cappello con cordoni e nappe di verde. Le nappe, in numero di venti, sono disposte dieci per parte, in cinque ordini di 1, 2, 3, 4. Sotto lo scudo, nella lista svolazzante d'oro, il motto in lettere maiuscole di nero: IN TUIS TE INVENIO SACRAMENTIS ("io ti trovo nei tuoi Sacramenti") tratto dall'Apologia del profeta Davide di Sant'Ambrogio (12,58). |

## Opere
- Presbiterato ed episcopato nel Sacramentarium Gelasianum Vetus, tesi di laurea, Roma, Pontificium Athenaeum S. Anselmi de Urbe, 2000.
- Nei simboli il mistero della fede. Sculture di Pasquale Galbusera nella Basilica Papale di Santa Maria degli Angeli in Porziuncola Assisi, Edizioni Riva, 2008.
- Rinnova in loro l'effusione del tuo spirito: la spiritualità dei presbiteri a partire dall'ordinazione, Todi, Tau, 2010, ISBN 978-88-87472-76-9.